# Erik Adlerz
Erik Wilhelm "Loppan" Adlerz (Estocolmo, 23 de julho de 1892 – Gotemburgo, 8 de setembro de 1975) foi um saltador ornamental sueco que competiu em quatro edições de Jogos Olímpicos por seu país.
Loppan é o detentor de três medalhas olímpicas, conquistadas em duas diferentes edições. Em sua primeira participação olímpica, nos Jogos de Lodres, em 1908, este disputado aos quinze anos, foi à final da plataforma de 10 m, sem subir ao pódio. Quatro anos mais tarde, nos Jogos de Estocolmo, saiu-se vitorioso na plataforma alta e na de 10 m. Com as Olimpíadas interrompidas pela Primeira Guerra Mundial, voltou, aos 27 anos, para a edição da Antuérpia, na qual, pela terceira vez, alcançou o pódio, com a prata na plataforma de 10 m. Aos 31 anos, disputou ainda os Jogos de Paris, nos quais, apesar de ir às finais das plataformas, não conquistou medalhas. Na cidade de Gotemburgo, faleceu aos 83 anos de idade.
Em uma cerimônia póstuma, foi incluído, em 1986, no International Swimming Hall of Fame, como um pioneiro no esporte.